# Graham Bartram

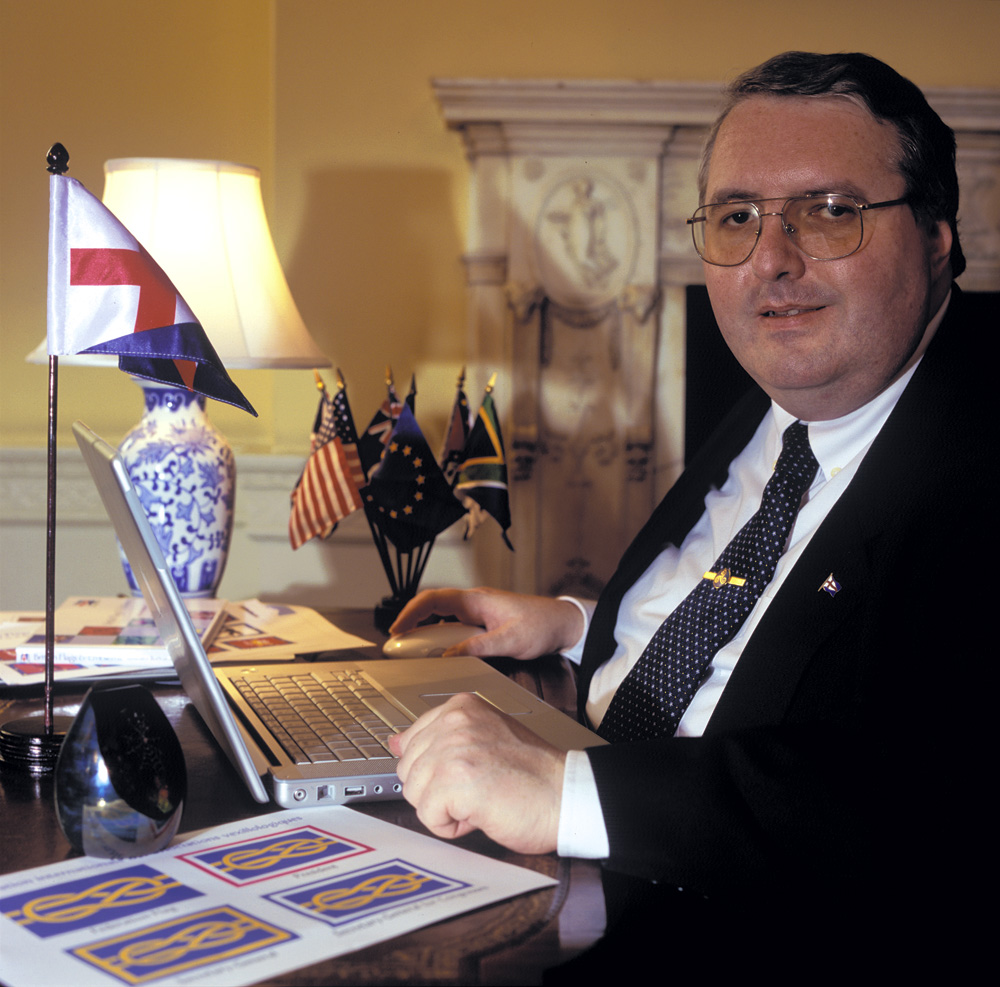
Graham Bartram 2007

Graham Bartram (* 18. Juli 1963 in Montrose, Schottland) ist ein britischer Vexillologe, Flaggendesigner und Generalsekretär für die Kongresse der FIAV. Er ist außerdem Chef-Vexillologe des Flag Institute und unterhält die Website World Flag Database.

## Leben
Graham Bartram wurde in Montrose (Schottland) geboren und wuchs in Dundee, Belfast, Accra, Lagos, Montrose und Chesterfield auf. Sein Interesse an Flaggen entstand während seines Aufenthalts in Accra. Vom Flag Institute wurde er im Jahre 2005 mit dem Ehrentitel Fellow of the Flag Institute ausgezeichnet.
Bartram ist Autor des Buchs „British Flags and Emblems“. Er schrieb auch das Booklet „Flying Flags in the United Kingdom“, das vom Flag Institute zusammen mit dem Flags & Heraldry Committee des United Kingdom Parliament veröffentlicht wurde.
Bartram berät die britische Regierung in Flaggenfragen und redigiert das Britische Marineflaggenbuch „BR20 Flags of All Nations“, das auch von der deutschen Marine verwendet wird. Im Jahre 1999 war er für die Überarbeitung der Flaggen einiger britischer Überseegebiete verantwortlich.

## Flaggenentwürfe
Bartram entwarf auch:

Bartrams Version der Antarktischen Flagge

- Einen Vorschlag für die Antarktische Flagge. Er stellt eine weiße Antarktis (ohne Grenzen) auf einem hellblauen Hintergrund dar.
- Die Farbe der Queen der Royal Fleet Auxiliary.
- Die Flagge der Lord Warden of the Cinque Ports.[6]
- Die Flagge von Tristan da Cunha.[7]
- Das Symbol der UK Border Agency.
- Die Flagge des Supreme Court of the United Kingdom.[8]
- Die Flagge des National Register of Historic Ships.